# Alianza Popular (Chile, 1952)
Alianza Popular fue una combinación política chilena organizada en 1952. Estaba integrada por el Partido Agrario Laborista, Partido Socialista Popular, Partido Democrático del Pueblo, Partido Radical Doctrinario y Partido Femenino de Chile.
Fue creada en 1952, luego de la elección como Presidente de la República de Carlos Ibáñez del Campo, y cuyo principal objetivo fue crear una base de apoyo al nuevo gobierno. Fue liderada por Arturo Olavarría Bravo, pero no tuvo mayor trascendencia política en el escenario partidario de la época, por lo cual, desapareció el mismo año en que se gestó.
Para las elecciones parlamentarias de 1953, los partidos ibañistas se presentaron divididos en dos coaliciones: la Alianza Nacional del Pueblo y la Federación Nacional de Fuerzas Ibañistas.